# Chor
Il Chor (in russo Хор?; anche traslitterato come Hor o Khor) è un fiume dell'Estremo Oriente russo (Territorio di Chabarovsk), affluente di destra dell'Ussuri (bacino idrografico dell'Amur).
Ha origine dal versante occidentale della catena montuosa dei Sichotė-Alin' e scorre dapprima con direzione mediamente sudoccidentale e meridionale, volgendo successivamente il suo corso verso ovest. Il fiume scorre in un ambiente montano nel suo alto corso, entrando poi (nel basso corso) nella vasta zona pianeggiante nota come bassopiano del basso Amur (Nižneamurskaja nizmennost'). Sfocia nell'Ussuri nel suo basso corso, alcune decine di chilometri a monte della sua confluenza nell'Amur.
I suoi maggiori tributari sono Sukpaj, Katėn e Mataj, tutti provenienti dalla sinistra idrografica. Il fiume non tocca alcun centro urbano di rilievo; il maggiore è la cittadina omonima, situata non lontano dalla foce.
Il fiume soffre di lunghi periodi di gelo, che si prolungano mediamente da novembre a fine aprile. Nei restanti mesi dell'anno, è navigabile per circa 200 chilometri a monte della foce.